# Partit Socialista Burkinès
El Partit Socialista Burkinès (en francès: Parti Socialiste Burkinabè) va ser un partit polític de Burkina Faso. El PSB es va escindir del PAI a inicis dels 90. El seu líder era Ouindélassida François Ouédraogo. A les eleccions legislatives del 1992 el PSB va guanyar l'1,2% del vot popular i 1 dels 111 escons. El 1997 va guanyar l'1,8% dels vots i un escó. Al maig del 2001 es va fusionar amb el Partit per la Democràcia i el Progrés.